# عرب (تاجیکستان)
عرب (تاجیکستان) (به لاتین: Arab, Tajikistan) یک منطقهٔ مسکونی در تاجیکستان است که در ولایت سغد واقع شده‌است.